# Susanne Paul
Susanne Xochitl Paul (* 1970 in San Diego) ist eine deutsche Cellistin, die genreübergreifend arbeitet und Jazz, Indie-Rock, Weltmusik und Klassik fusioniert.

## Leben und Wirken
Paul stammt aus einer mexikanisch-deutschen Familie; sie wuchs zunächst in Kalifornien auf und lebt seit 1980 in Deutschland. Sie lernte seit ihrer Kindheit Cello. In der Pubertät wechselte sie zunächst zur Bassgitarre und spielte in Punkbands; auch beschäftigte sie sich mit der Flamencogitarre, bevor sie dann doch ein klassisches Cellostudium in Berlin und Moskau absolvierte, um sich dann dem Jazz zu widmen.
Paul war bis 1990 Mitglied der Clockwork Wizards (First Spells). Nach dem Studium gehörte sie zum Streichquartett String Thing, mit dem die Alben Turtifix (1999) und Scooter (2003) entstanden. Zwischen 2005 und 2009 gehörte sie zur Weltmusik-Band Indigo Masala, mit der zwei Alben entstanden. Dann gründete sie das Susanne Paul’s Move Quartet, für das sie auch komponiert, und tourte mit den Dissidenten. Weiter arbeitete sie mit dem Ensemble Zwischentöne, im Composers’ Orchestra Berlin (für dessen Hörbuch Spazieren in Berlin zu Texten von Franz Hessel sie auch komponierte), mit Georg Breinschmid, mit Uwe Kropinski, in letzter Zeit mit Efrat Alony und im Oktett von Julia Hülsmann. Überdies begleitet sie Etta Scollo und ist auf Tonträgern von Sven-Åke Johansson, Susanne Weber, Christian Uğurel, Kammerjazz Kollektiv und Daniel Stawinski zu hören.
Paul konzertierte, komponierte und arrangierte auch für das Theater, insbesondere mit der Gruppe A Rose Is. In unterschiedlichen Formationen trat sie bei den Ruhrfestspielen, dem Schleswig-Holstein-Musikfestival, den Bregenzer Festspielen, Schwetzinger Festspielen, den Donaueschinger Musiktagen, beim Festival Elbjazz, dem Jazzfest Bonn, New Directions Cello Festival, FolkBaltica, Beogradski Jazz Festival und beim Festival Mawazine auf und tourte in Mitteleuropa, Lateinamerika, Japan, China, Marokko, Bulgarien, Finnland, Argentinien, Serbien, Frankreich, Spanien, Portugal und der Türkei. Sie veröffentlichte einige ihrer Kompositionen für Cello und Streichensembles bei Breitkopf & Härtel und ihre Groovestrich-Schule: Lateinamerikanische Grooves auf dem Cello 2015 in der Edition Ponticello.
Paul unterrichtete Jazzcello an der Anton-Bruckner-Universität Linz und an der Universität der Künste Berlin sowie in internationalen Masterclasses und Workshops.

## Preise und Auszeichnungen
Paul ist Preisträgerin des Creole-Weltmusik-Wettbewerbs 2006. 2010 wurde sie mit dem Best Edition-Preis für das Notenheft Groovy Strings ausgezeichnet. 2017 erhielt sie ein Stipendium des Berliner Senats für einen Studienaufenthalt in Rio de Janeiro.

## Diskographische Hinweise
- Susanne Paul’s Move Quartet: El Camino (JazzHausMusik 2013, mit Ari Poutiainen, Gerður Gunnarsdóttir, Carlos Bica)
- Susanne Paul’s Move String Quartet: Short Stories (JazzHausMusik 2018, mit Marie-Theres Härtel, Gerður Gunnarsdottir, Carlos Bica)
- Kusimanten Studio Concert (Bauerstudio 2021 mit Marie Theres Härtel und Tamara Lukasheva)